# Stalag XII-A
Le Stalag XII-A était un camp allemand de prisonniers, au cours de la Seconde Guerre mondiale. Il fut libéré dans la première décade du mois d'avril 1945 par une unité de chars américaine.

## Contexte historique
Les stalags XII dépendaient du Wehrkreis XII, la 12e région militaire allemande, dont le siège était à Wiesbaden. Le Stalag XII-A était situé dans la campagne qui sépare la cité de Limburg an der Lahn du village de Diez.

## Fonctionnement et effectif

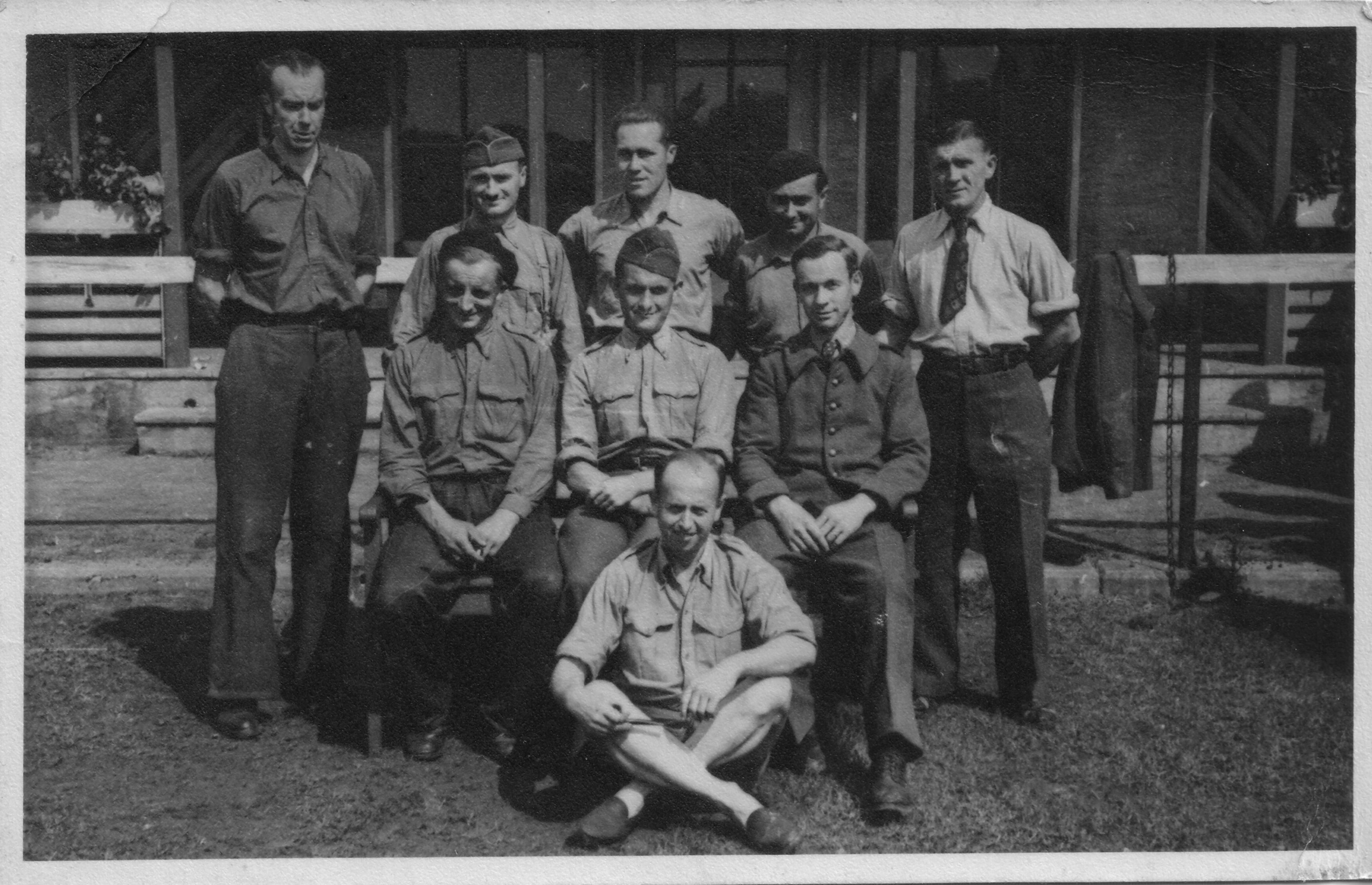
Prisonniers au Stalag XII-A.

Le camp se composait de 24 baraques de briques dont la majorité n'avait qu'un rez-de-chaussée. Trois constructions seulement possédaient un étage.
L'installation comprenait 2 grands dortoirs de 150 lits superposés. Le chauffage pouvait être assuré par 2 poêles en faïence dans chaque demi-baraque. Éclairage électrique. Par ailleurs, une demi-baraque avait été consacrée à l'installation d'une salle de gymnastique qui comportait un ring de boxe, un plancher d'escrime, des agrès, un punching-ball.
Le 15 juillet 1944, le camp comprenait 16 588 hommes et le 15 janvier 1945, 17 691 hommes.
Une photographie de plaque de prisonnier du Stalag XII-A, le n°43218 (Octave Simon).

## Personnalités détenues au camp

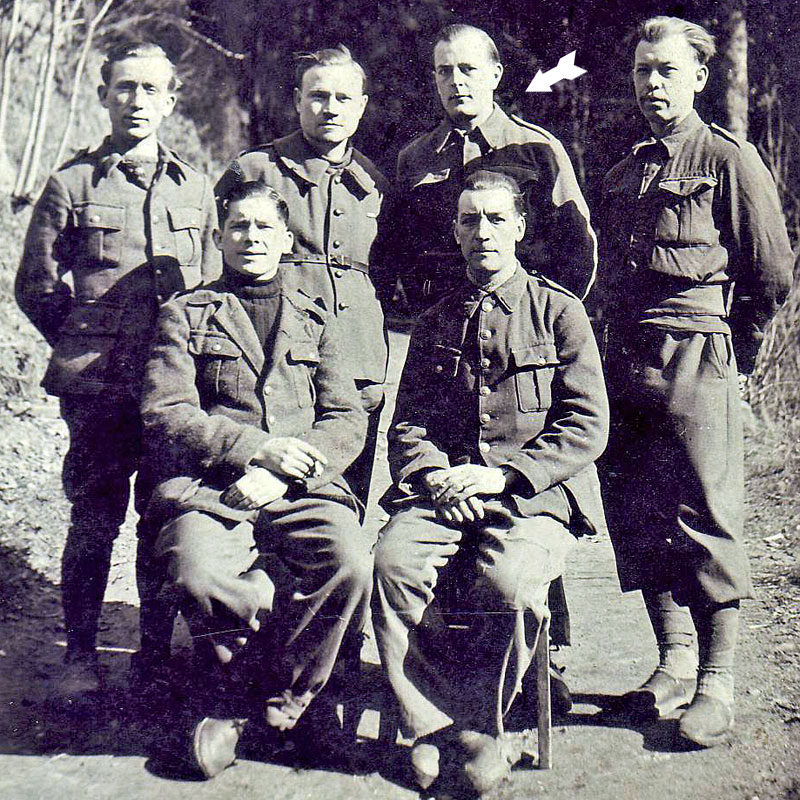
Prisonniers français, belge ou anglais. En haut à droite, Octave Simon.

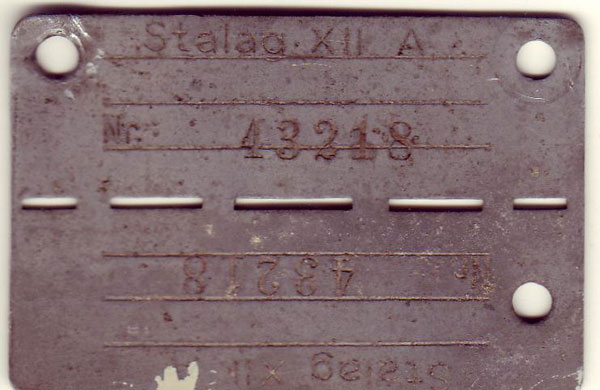
Plaque d'identité de prisonnier de guerre français. Stalag XII-A, n° 43218, Octave Simon.

- Joseph Beyrle (1923-2004), soldat de l'US Army.
- Raoul Doublet (1908-1996), maire du Boullay-Thierry.
- Alphee DELANNOY (1875-1943) Maire de Bruay sur Escaut, Conseiller général Valenciennes Nord[2]
- Pierre de Duve (1921-2014), résistant armé belge fait prisonnier alors qu'il guidait des éclaireurs canadiens pendant la libération du port d'Anvers.